# チェリッシュ うたものがたり
『チェリッシュ うたものがたり』とは、TBSラジオで放送されたラジオ番組である。株式会社夢グループの一社提供。2013年4月1日開始、2014年12月29日終了。

## 番組概要
リスナーから「もっとも思い出に残る昭和歌謡」とそれにまつわるエピソードを募集して、それをチェリッシュの2人が紹介し、リクエスト曲をオンエアするという、昭和ムードたっぷりの、昔懐かしい音楽番組である。
歌手・俳優をゲストに招き、2〜3週にわたりトークを繰り広げる事もある。このうち、2013年6月24日から3週間は島倉千代子がゲスト出演。島倉は同年11月に死去しておりTBSラジオでは生前出演した最後の番組となった。
2013年11月18日放送分から、チェリッシュの2人に加え、新たに保科有里がアシスタントとしてレギュラー出演していた。
実質的な後継番組は、2015年春から放送されていた『辻よしなり・保科有里の歌が聴きたい』。